# Crioll haitià
El crioll haitià o crioll d'Haití és una llengua criolla parlada a la part oriental de l'illa de la Hispaniola, a l'actual República d'Haití. Es tracta de la llengua criolla de base lexical francesa amb més parlants del món, la majoria concentrats a Haití. Té influències de llengües africanes com el wòlof, el fon i l'ewe, que eren les llengües originàries dels esclaus africans traslladats a les plantacions haitianes durant el segle xviii, sota la dominació francesa del territori. Des del 1961 disposa d'estatut oficial a Haití, després de patir una discriminació activa d'ençà de la independència d'Haití de França el 1804.

## Història
El president Élie Lescot, a principis de la dècada de 1940 va promoure que s'estandarditzés la llengua haitiana. Va fer que dos lingüistes americans, Frank Laubach i H. Ormond McConnell, desenvolupessin una ortografia estàndard del crioll. Tot i això, aquesta ortografia no va ser promoguda com a oficial. El 1979 es va fer l'ortografia estàndard oficial del crioll. La Constitució del 1979 considerava que el francès era la llengua d'instrucció i el crioll era una eina per a l'educació. La Constitució de 1987 ja reconeixia el crioll com l'única llengua que unia tots els haitians; en aquesta constitució, tant el francès com el crioll foren reconeguts com a llengües oficials d'Haití.
Hi ha hagut un ús relativament escàs del crioll haitià en la literatura, però aquest ha anat augmentant. Tot i que no havia obtingut reconeixement oficial, a finals del segle xix ja hi havia texts literaris significatius escrits en crioll haitià, per exemple Choucoune, d'Oswald Durand i Cric? Crac!, de Georges Sylvain. Félix Morisseau-Leroy fou un dels primers i més influents autors que van escriure en la llengua criolla haitiana. Des de la dècada de 1980, molts educadors, escriptors i activistes han escrit literatura en aquesta llengua. El 28 d'octubre de 2004 es va proclamar oficialment el "Dia Crioll" i el diari oficial haitià Le Matin va editar el seu primer diari totalment en aquesta llengua. En l'actualitat hi ha molts diaris, programes de ràdio i de televisió que estan produïts en la llengua criolla d'Haití.

## Orígens
Hi ha dues teories principals sobre la formació de la llengua criolla haitiana:
El Dr. John Singler considera que el crioll es va formar segurament a l'època de la colònia francesa de Saint-Domingue, que fou fundada entre el 1659 i el 1740. En aquesta època, l'economia de la colònia va variar de la producció de tabac i de cotó i es va passar a basar en la producció de sucre, cosa que va afavorir el desenvolupament del crioll. En l'època en què la seva economia estava basada en el tabac i el cotó, la població haitiana estava conformada pels colonialistes, els engagés (treballadors blancs), afroamericans i esclaus en proporcions relativament similars, ja que hi havia gairebé els mateixos engagés que afrodescendents. Singler estima que el fet que a partir de 1690 l'economia de la colònia es passés a basar en la producció de sucre va canviar radicalment aquesta proporció i el nombre d'esclaus afrodescendents va augmentar molt significativament. Com que la producció del sucre requeria molta més mà d'obra, va augmentar de manera important el nombre d'esclaus que foren portats a la colònia, cosa que va fer que la llengua que s'hi parlava comencés a canviar. La recerca de Singler mostra que molts dels esclaus d'origen africà eren parlants de llengües nigerocongoleses, sobretot de les llengües kwa (gbe i àkan) i de les llengües bantus. Ell considera que els bantuparlants van disminuir enfront dels kwaparlants i que la llengua principal dels que hi arribaven eren llengües gbes. Així, els primers cinquanta anys del boom de la producció sucrera de Saint-Domingue va coincidir amb el predomini dels gbes en el carib francès. Singler afirma que durant el temps en què es va produir l'evolució de la llengua, els gbes ja formaven la meitat de la població esclava importada.
En contrast amb les llengües africanes, durant els segles xvii i xviii es va utilitzar un tipus de francès clàssic (francès popular) a Saint-Domingue. Els esclaus que es volien comunicar amb altres esclaus havien d'aprendre francès. Amb la importació constant d'esclaus, la llengua es va formalitzar gradualment i va variar del francès original. A més a més, aquesta nova llengua va començar a ser utilitzada fins i tot pels blancs que havien nascut a la colònia.
Més del 90% del lèxic del crioll haitià té origen francès. Tot i això, la majoria dels parlants de francès troben que aquesta llengua és inintel·ligible. Això es deu al fet que les dues gramàtiques són molt diferents. El crioll té moltes paraules del francès, però el seu significat ha variat en aquesta llengua.
La llengua fon ha tingut un paper destacat en la definició de l'estructura gramatical del crioll haitià.
Hi ha una altra teoria que suggereix que el crioll ja s'havia començat a desenvolupar en els punts comercials d'Àfrica occidental abans que els europeus comencessin a exportar esclaus cap a Amèrica.

## Text d'exemple
S'ha escollit els dos primers articles de la declaració universal dels drets humans com a text d'exemple en crioll haitià, per tal com és un text el significat del qual pot ser conegut per gairebé qualsevol persona del món. La versió que s'ofereix és la traducció oficial proveïda per l'Oficina de l'Alt Comissionat pels Drets Humans de les Nacions Unides.
Atik 1
Tout moun sou tè a fèt tou lib. Tout gen menm valè (nan je lasosyete), tout moun gen menm dwa devan Lalwa. Tout moun fèt ak yon bonsans, tout fèt ak yon konsyans epi youn fèt pou trete lòt tankou frè ak sè.
Atik 2
Chak grenn moun sou tè a fèt pou kapab benefisye libète ak dwa ki pwoklame nan Deklarasyon sila a, san okenn diferans, tankou diferans ki baze sou ras, sou koulè po, sou si se fanm oswa si se gason. Pa fèt pou gen okenn diferans ki baze ni sou lang, ni sou relijyon, ni sou opinyon politik oswa lòt fason sèten moun panse; ni pa dwe gen diferans ki baze sou nasyonalite moun, klas sosyal yo, richès yo, nan ki kondisyon paran yo te fè yo; ni sou okenn lòt rezonman nan jan sa a.
Pa fèt pou gen okenn diferans non plis, ki gen rapò ni ak sitiasyon politik, ni ak kalite rapò relasyon diplomatik ki egziste ant peyi kote moun nan ye a ak peyi kote moun nan sòti a, kit se yon peyi oswa yon tèritwa endepandan, kit li anba drapo yon lòt peyi, ki li gran moun lakay li, oswa t a gen kèk règleman ki limite pouvwa peyi sila a pou li pran desizyon poukont li.